# Alekszandr Jurjevics Picsuskin
Alekszandr Jurjevics Picsuskin (oroszul: Алекса́ндр Ю́рьевич Пичу́шкин, Mityiscsi, 1974. április 9. –) az egyik leghírhedtebb orosz sorozatgyilkos. Az ítélet szerint, 1992 és 2006 között 49, vélhetően azonban több mint 60 embert ölt meg a Moszkva délnyugati részén lévő Bitcevszkij parkerdőben „a sakktáblás gyilkos”, illetve a „bitcevszkiji rém” néven vált ismertté. Utóbbi nevet a sajtó alkotta, mivel áldozatai döntő többségét a Bitcevszkij parkban gyilkolta meg. 2007-ben életfogytig tartó fegyházbüntetésre ítélték.

## Előélete
Alekszandr Picsuskin 1974. április 9-én született Mityiscsiben. A Herszonszkaja utca 2. szám alatt élt édesanyjával, húgával (és később annak férjével és fiával) egy két hálószobás hruscsovkában az épület negyedik emeletén, amely épület alig hatpercnyi sétára van a Bitcevszkij parktól.
Picsuskin, elmondása szerint, eleinte társaságkedvelő volt. Ez azonban megváltozott, amikor hároméves korában leesett egy hintáról és beverte a fejét. Szakértők azt feltételezték, hogy ez az esemény Picsuskin agyának frontális lebenyében sérülést okozott, és később ezzel magyarázták visszahúzódó, agresszív személyiségét; az ilyen fajta sérülések következményeiről ismert, hogy az egyén nem képes uralni az ösztöneit, és nagymértékben fokozódik az agresszió – Picsuskin esetében sem történt ez másként. A balesetet követően a fiú egyre ellenségesebbé, impulzívabbá és agresszívabbá vált. Anyja hamarosan beíratta egy beszédhibás gyermekeknek fenntartott óvodába, ahol a nevelőit egyszer azzal sokkolta, hogy Lenint meztelenül ábrázolta egy rajzon. A többi gyerek csúfolta és bántalmazta, sokszor „retardáltnak” gúnyolták. Ezek a bántalmazások csak fokozták Picsuskin dühét és ellenségességét másokkal szemben. A serdülőkor elérésekor anyai nagyapja felismerte, hogy Picsuskin rendkívül intelligens, és úgy vélte, veleszületett intellektuális tehetsége kárba vész, mivel otthon semmiféle ilyesmi tevékenységet nem végzett.
Nagyapja magához vette a fiút, és arra ösztönözte, hogy az iskolán kívül fejlessze intellektuális fölényét. Gyakran sakkoztak egymással, amiben kiderült, hogy Picsuskin rendkívül tehetséges. Sokszor a Bitcevszij parkban ültek le játszani, ahol Alekszandr nemsokára más férfiakkal is játszhatott, és rövidebb barátságokat köthetett.
Picsuskint serdülőkorában tovább zaklatták a társai, és komoly érzelmi csapást szenvedett el, amikor a nagyapja meghalt. Picsuskin egyedül maradt, így visszaköltözött az anyjához, majd beiratkozott a Moszkvai Egyetemre. A jelentések szerint nagyapja halála súlyos traumaként hatott rá, és nagy mértékben befolyásolta a személyiségét. Annak érdekében, hogy enyhítse a veszteség okozta fájdalmát, valamint elnyomja magában rendkívül agresszív hajlamait, inni kezdett, nagy mennyiségben vodkát fogyasztott. Otthon és a Bitcevszkij parkban is sakkozott idegenekkel, és lassan teljesen eluralkodott rajta az alkoholizmus. Alkalmi sakkpartnereivel ellentétben ő úgy is tudott játszani, ha nagy mennyiségben fogyasztott az italból. Ebben az időszakban kezdett bele egy hátborzongató hobbiba: kamerákat kezdett elrejteni a csatornákban, és gyerekeket csalt magával, hogy odaadja nekik, ám amikor a gyerekek behajoltak az eszközért, Picsuskin lelökte és a bokájuknál fogva lógatta őket a csatornába. Az áldozatai sikoltozása, könyörgése és sírása annyira tetszett neki, hogy többször is elkövette ezeket a bűntetteket. Ezután többször is visszanézte ezeket a felvételeket, és elégedettség töltötte el. Azonban 1992-re csökkent a megfélemlítések okozta izgalom ereje, így tovább növelte a tétet.

## Gyilkosságok
Az orosz média feltételezése szerint Picsuskint részben egy másik hírhedt orosz sorozatgyilkos, Andrej Csikatilo, vagyis „a rosztovi rém” inspirálta tettei elkövetésére, aki 1978 és 1990 között bizonyítottan 53 gyilkosságot követett el. A letartóztatása után Picsuskin bevallotta, hogy életcélnak azt tűzte ki, hogy 64 embert gyilkoljon meg – amely pontosan megegyezik egy sakktáblán található mezők számával. Később azonban beismerte, hogy valószínűleg sosem tudta volna abbahagyni a gyilkolást, ha nem állítják meg.

### Az első áldozat
Picsuskin az első gyilkosságát 18 éves korában, 1992. július 27-én követte el. Az áldozat Mihail Ogyijcsuk volt, egy vele egykorú osztálytársa. Picsuskin beszélt neki arról, hogy mi a szándéka, ám Ogyijcsuk nem volt hajlandó részt venni Picsuskin tervbe vett gyilkosságaiban. Mikor Picsuskin felismerte, hogy a fiú visszautasítja az ajánlatát, és később elárulhatja őt valakinek, rájött, hogy nem hagyhatja életben. Egy kalapáccsal agyonverte az osztálytársát, majd a holttestet kivonszolta a Bitcevszkij parkba, és a park alatt futó csatornarendszer egyik aknanyílásán át a mélybe dobta a testet.

### A "csatornaidőszak" (2001–2005)
Picsuskin majd kilenc éven át vissza tudta fogni gyilkos ösztöneit, azonban 2001-ben ismét eluralkodott rajta a gyilkolási mánia. Elsősorban időskorú férfiakat, főként hajléktalanokat választott ki célpontjaiul. Módszere az volt, hogy magával csalta a szerencsétleneket azzal az ürüggyel, hogy sétálnak, isznak egy kis vodkát és pihennek. Szinte mindig valamelyik csatornanyílás mellett ültek le, majd inni kezdtek. Amikor az áldozatok már túlságosan részegek voltak ahhoz, hogy védekezhessenek, Picsuskin belökte őket a csatornába. Az odalent áramló víztömeg erejétől az áldozatok valószínűleg a legtöbb esetben azonnal meghaltak. Áldozatainak többsége férfi volt, de bizonyítottan 2002-ben egy Mityka néven ismert 9 éves fiút taszított a csatornanyíláson át a halálba. Ő volt a sorozatgyilkos legfiatalabb áldozata. Három túlélő áldozata közül az egyiket szintén megpróbálta a csatornába fojtani, de a terhes nő ki tudott mászni az aknából.
A letartóztatása után Picsuskin azt állította, összesen vagy 43 holttestet dobott a Bitcevszkij park alatti csatornarendszerbe.

### A "nyílt időszak" (2005–2006)
Picsuskin ezzel a módszerrel kapcsolatban később azt nyilatkozta: „Az, hogy az áldozataim testét egy idő után nem dobtam a csatornába, azért volt, mert egy idő után már nem elégített ki az, hogy megöltem őket. Miért lett volna elég a puszta ölés, ha senki nem tudja, mit tettem?”  Ettől kezdve más módszert választott. Kalapácsot vett magához, amivel aztán leütötte az áldozatait, betörte és szétverte a fejüket. Mindig hátulról támadt rájuk, hogy meglepje az áldozatokat, és elkerülje, hogy a fejükből kiömlő vér a ruhájára kerüljön. Megtalált áldozatai közül tíz ugyanabban az épülettömbben lakott, ahol ő – négy a Herszonszkaja utca 2.-ben, kettő a szomszédos Herszonszkaja utca 4.-ben, három a Herszonszkaja 6.-ban, egy pedig a Herszonszkaja 8.-ban.
Picsuskint azonban egy idő után frusztrálta, hogy senki nem figyel fel tevékenységére. Szerette volna, ha mindenki tud arról, amit tett, így elkezdte megjelölni a gyilkosságokat: az utolsó 14 áldozatát a gyilkosságok helyszínein hagyta, mivel tudta, hogy a parkot rengetegen látogatják, így szinte biztos, hogy valaki végül rátalál a holttestekre. Az agyonvert áldozatok fején tátongó, vérző sebbe a szerencsétlenek halála után mindig vodkás üveget vagy botot szúrt.

## Letartóztatása
A kegyetlen sorozatgyilkos utolsó áldozata 2006 június 13-án, egy 36 éves nő, Marina Moszkaljova, Picsuskin munkatársa volt. A lebukáshoz az vezetett, hogy a végzetes séta előtt Marina – mivel a mobilja lemerült – egy papírra felírta a fiának az elérhetőségét, Picsuskin telefonszámát. 2006. június 16-án Picsuskint a lakásában letartóztatták. A férfi nyugodt volt, és az elején még mindent tagadott, ám az ellene felsorakoztatott bizonyítékok, a meggyilkolt nő által hátrahagyott név és telefonszám, valamint a a metró biztonsági kamerájának felvétele alapján a nyomozók biztosra vették, hogy Picsuskin az elkövető. Rövid idővel a letartóztatása után bejelentette, ö a „bitcevszkiji sorozatgyilkos”.
Picsuskin lakásának átvizsgálása során találtak egy sakktáblát, amelynek mezői be voltak le voltak címkézve, három kivétellel – a gyilkos elismerte, hogy annyi gyilkosságot akart elkövetni, ahány mező van a sakktáblán. Később elmondta, tervezett beszerezni egy 10×10-es dámatáblát is, tovább folytatni a „játékát”. A rendőrök a kalapácsot is megtalálták, és összevetve a fegyver nyakán lévő karcolásokat az áldozatok fejsebében talált részecskékkel bebizonyosodott, hogy ez volt a gyilkos fegyver.
A Sorozatgyilkosok című dokumentumfilm szerint Picsuskint, miután elfogták, többször is visszavitték a bűncselekmények helyszíneire, és egy kamera előtt eljátszatták vele a bűncselekményeket, hogy egyértelmű bizonyítékot találjanak. Picsuskin szinte minden gyilkosság módját és részletét képes volt felidézni. Azt is elárulta, hogy az általa elkövetett gyilkosságok egy része nem az alkalmazott módszerrel (kalapácsütések a tarkóra) történtek, hanem azáltal, hogy áldozatait a Bitcevszkij park alatt futó csatornarendszerbe dobta (bár egyik áldozata túlélte ezt a módszert). Azt állította, hogy miközben embereket gyilkolt, Istennek érezte magát, hogy ő dönthetett arról, hogy az illető éljen-e vagy meghaljon. "Minden esetben egy okból gyilkoltam: mert ez volt az életem. Ez olyan, mint másnak a hétköznapi élet: ha nem ölhettem volna, akkor nem is lett volna értelme annak, hogy éljek. Számomra gyilkosság nélkül élni olyan volt, mintha más nem enne. Úgy éreztem, én voltam ezeknek az embereknek az apja, és ajtót nyitottam számukra egy másik világba" – mondta egyszer.

## Pszichiátria megfigyelés
A tárgyalás előtt Picsuskint Oroszország fő pszichiátriai intézetébe, a Szerbszkij Intézetbe szállították, hogy egy 30 napos pszichiátria megfigyelés alá tegyék. A szakértők megállapították, hogy Picsuskin narcisztikus személyiség, borderline személyiségzavarban szenved, féktelen agresszió és csillapíthatatlan gyilkolási kényszer hajtja, ám képes volt, hogy felfogja, mit tett, így bíróság elé állítható.

## Tárgyalás és ítélet
Picsuskint 2007. szeptember 13-án állították bíróság elé, 49 rendbeli gyilkosság és 3 rendbeli gyilkossági kísérlet vádjával. A tárgyalás Vlagyimir Uszov bíró elnöklete alatt zajlott.
Röviddel Picsuskin Szerbszkij intézeti pszichiátriai vizsgálata után a rendőrség sajtókonferenciát tartott, ahol ismertették a Picsuskin által elkövetett gyilkosságokat, azonban teljes neveket és fényképeket nem hoztak nyilvánosságra. A média az első tárgyalási napon találkozhatott Picsuskinnal, akit a tárgyalás idejére egy üvegfalú ketrecbe zártak, hogy megvédjék őt abban az esetben, ha valamelyik áldozat bármely családtagja felbőszülne. A tárgyalás első heteiben a sajtó naponta cikkezett az ügyről, Picsuskin pedig megkapta a sakktáblás gyilkos nevet.
A bíró a tárgyalás első két napján ismertette a Picsuskin ellen felhozott összes vádpontot. Minden gyilkosságot egyesével kitárgyalt, előfordult, hogy az áldozatok hozzátartozói elsírták magukat, amikor a rémtettek részleteire fény derült.
Miután Uszov bíró ismertette a vádpontokat, kijelentette a tárgyalóteremben összegyűlt újságíróknak, hogy nyílt tárgyalást szándékozik lefolytatni az ügyben. Ezután Uszov utasította Picsuskint, hogy álljon fel, azonosítsa magát, adja meg születésének helyét és idejét.
A hat héten át tartó tárgyalássorozatot követően az esküdtek három órán belül tértek vissza a tárgyalóterembe egyhangú döntésükkel. Uszov bíró 2007. október 29-én kihirdette az ítéletet, és Picsuskint életfogytig tartó szigorított fegyenctelepen letöltendő büntetésre ítélte.

## Bebörtönzése
Picsuskint a Jamali Nyenyecföldön létesített Poljarnaja Szova (Hóbagoly) szigorított börtönbe szállították, ahol élete hátralévő részét tölti.